# Тихая ночь, смертельная ночь
«Тихая ночь, смертельная ночь» (англ. Silent Night, Deadly Night) — культовый американский слэшер 1984 года режиссёра Чарльза Селлера младшего. Широкий прокат фильма был отменён в связи с протестами родителей, которые высказывались против показа Санта-Клауса на экранах в качестве убийцы. Но всё же фильм полностью окупился собрав 2 491 460 долларов в США. Дистрибьютор фильма TriStar снял с проката через две недели после выхода фильма, тем не менее сама же студия отказалась от прав к распространению по видео и показ на кабельном канале HBO. Через год после выхода на экраны продюсер Айра Бармак приобрёл права у TriStar и фильм вышел на видео. Впоследствии к фильму было снято четыре сиквела. Премьера фильма состоялась 9 ноября 1984 года.

## Сюжет
1971 год, канун Рождества. Семья Чэпменов: 5-летний Билли, его маленький брат — Рикки, их отец и мать едут в психиатрическую лечебницу навестить своего дедушку, который уже долгое время не шевелится, не говорит и ни на что не реагирует. Они приезжают туда и Билли остается наедине с дедом, пока остальные члены семьи разговаривают с врачом.
Внезапно дед выходит из своего состояния и, схватив внука за руку, начинает говорить ему, что Санта-Клаус вовсе не такой добрый, как о нём все думают, и Билли стоит остерегаться его, если он хоть раз вёл себя плохо в этом году. Возвращаются родители и дед вновь возвращается в состояние ступора, притворяясь овощем. Родители не верят Билли, когда он рассказывает им о том, что дед сказал ему про Санта-Клауса. Ночью они едут по дороге и натыкаются на мужчину в костюме Санты, который незадолго до этого ограбил магазин и убил продавца. Мужчина убивает родителей, но Билли удается убежать. Из-за этого у Билли появилась неприязнь к Рождеству и в особенности к Санта-Клаусу. Он попадает в монашеский приют, где терпит порку и наказания от матери-настоятельницы. Когда Билли исполняется 18 лет, сестра Маргарет помогает ему устроиться в магазин игрушек к мистеру Симсу. В магазине он знакомится с красивой девушкой — Памелой и хамоватым парнем — Энди. Наступает канун Рождества и увидев в магазине Санту, Билли переживает приступ страха. Позже мистер Симс одевает Билли в костюм Санты, чтобы тот сидел в магазине и развлекал детей, однако Билли чувствует себя не очень хорошо из-за воспоминаний из детства. Энди звонит сестра Маргарет и тот рассказывает, что Билли играет Санту. Сестра понимает, что это опасно. Магазин наконец закрывается и сотрудники решают напиться. Билли все ещё в костюме Санты и впервые выпив, видит, как Энди и Памела целуются. Они отправляются на склад и Билли, отправляется за ними. Энди начинает приставать к Памеле и из-за всего ранее пережитого психика парня не выдерживает. Он вешает Энди на гирлянде, а Памелу он убивает канцелярским ножом. На склад заходит мистер Симс и Билли разбивает ему голову молотком. Миссис Рэндалл, оставшись одна решает пойти на поиски остальных и находит убитого Симса. Она хочет убежать, но дверь закрыта, поэтому Рэндалл решает позвонить. Однако Билли перерубает провод топором, но Рэндалл удается убежать и спрятаться в магазине. Билли начинает её искать, но она оглушает его коробками и подняв топор, хочет выбить стекло витрины. Однако Билли убивает её из лука и уходит из магазина в город. Сестра Маргарет приходит в магазин и находит только тела. Билли приходит в дом, где находятся девушка со своей младшей сестрой и парнем. Девушка успевает закрыть дверь, но Билли выламывает её топором и насаживает девушку на висящие рога. Наверх поднимается её парень и обнаруживает её труп. Появляется Билли и у них завязывается драка. Парню удается вырубить «Санту» и он решает вызвать полицию, но Билли вначале душит его проводом, а потом выкидывает из окна. Появляется маленькая сестра девушки и Билли дарит ей канцелярский нож. Полиция в это время начинает поиски убийцы в костюме Санты. Билли скрывается в лесу, где двое хулиганов катаются на санках, которые они отобрали у мальчиков помладше. Билли отрубает одному из них голову, пока тот катится с горки. Сестра Маргарет рассказывает все полиции и они отправляются к приюту, куда направляется и Билли. Один из полицейских случайно ранит священника в костюме Санты. Все дети, сестра Маргарет и мать-настоятельница, которая прикована к инвалидному креслу, остаются в здании, а полицейский идет обыскивать двор. Он спускается в подвал, однако когда он поднимается оттуда, то Билли убивает его топором. Наконец он заходит в здание и уже замахивается топором на мать-настоятельницу, но его убивает детектив, приехавший вместе с сестрой Маргарет.

## В ролях
- Роберт Брайан Уиллсон — Билли Чэпмен (в 18 лет)
  - Дэнни Вагнер — 8-летний Билли
  - Джонатан Бест — 5-летний Билли
- Алекс Бертон — Рикки Чэпмен (в 14 лет)
  - Макс Бродхед — 4-летний Рикки
  - Мелисса Бест — младенец Рикки
- Лилиан Шовен — мать-настоятельница
- Гилмер МакКормик — сестра Маргарет
- Тони Неро — Памела
- Линни Куигли — Дениз
- Бритт Лич — мистер Симс
- Нэнси Боргенихт — миссис Рэндалл
- Чарльз Диркоп — Санта-убийца